# Kaski
Kaski, tudi Kaški, Kaskijci in Kasgaji, so bili v bronasti dobi ohlapna plemenska zveza neindoevropskih ljudstev, ki so govorili neklasificiran kaški jezik. Po podatkih v hetitskih virih so bili naseljeni v gorati vzhodni pontski Anatoliji med jedrom Hetitskega kraljestva in Črnim morjem. Kaski so zgodovinsko dokazani, arheološko pa ne. Hetitsko cesarstvo ni  nikoli segalo na njihovo ozemlja.

## Zgodnja zgodovina
Kaski so bili v pisnih virih prvič omenjeni v hetitskem napisu iz obdobja Hantilija II. okoli 1450 pr. n. št. Napis omenja njihov prihod na ruševine svetega mesta Nerik. Med vladanjem Hantilijevega sina Tudhalije II. (okoli 1430 pr. n. št.) je omenjen njegov tretji vojni pohod, ki je bil usmerjen proti Kaskom.  Njegov naslednik Arnuvanda I. je napisal molitev bogovom, v katerih jih prosi za vrnitev Nerika v Hetitsko kraljestvo. V molitvi omenja tudi mesti Kamama in Zapulava, ki sta bili nekoč hetitski, zdaj pa pripadata Kaskom. Arnuvanda I. je poskušal nekaj kaških plemen omehčati z uvedbo davkov. 
V Maşat Höyüku so odkrili pismo, napisano nekje med vladavinama Arnuvande I. in Šupiluliume I. (okoli 1330 pr. n. št.),  ki omenja, da so kaško žito požrle kobilice. Lačni Kaski so   se pridružili plemenski zvezi Azi-Hajaša in Išuvi v armenskem višavju in skupaj z drugimi nasprotniki Hetitov in do tal požgali hetitsko prestolnico  Hatušo. Verjetno so požgali tudi hetitsko drugo prestolnico Šapinuvo. Šupiluliumov vnuk Hatušili III. je sredi 13. stoletja pr. n. št. zapisal, da so Kaski postavili svojo mejo v Nenaši, Hajaša-Azi pa v Šamuhi.
V enem od Amarnskih pisem faraon Amenhotep III. piše arzavskemu kralju Tarhunta-Raduju, da je bila "dežela Hatuša" uničena in prosi kralja, naj mu pošlje nekaj Kaskov, "za katere je slišal". Kaski so bili tudi hetiski vojaški najemniki. Kadar niso bili na vojnih pohodih ali služili kot najemniki, so redili prašiče in tkali lan. Za seboj niso pustili skoraj nobenih sledi.
Tudhalija III. in Šupiluliuma I. (okoli 1375-1350 pr. n. št.) sta preselila svoj dvor v Šamuho in od tam napadla Azi-Hajašo. V vojno so se vključili Kaski in bili poraženi. Šupiluliuma je zatem popolnoma pacificiral regijo. Tudhalija III. in Šupiluliuma I. sta se nato obrnila proti Hajašem in jih kljub intenzivnemu partizanskemu vojskovanju v zaledju  porazila. Pijapiliju je uspelo združiti približno dvanajst kaških plemen, s Šupiluliumo pa se ni spopadel. Kaski so še naprej služili kot najemniki in po Šupiluliumovem mnenju imeli 9.000 vojakov in 800 bojnih voz.
V času Arnuvande II. (okoli 1323 pr. n. št.) je Hetite skrbelo, da bodo Kaski iz Išupite v kraljestvu Kamama izkoristili kugo, ki je razsajala med Hetiti, in nih napadli. Veteranski general Hanuti se je odpravil proti Išupiti in tam umrl. Kmalu zatem je umrl tudi Arnuvanda. Upornike je dokončno porazil Arnuvandov brat in naslednik Muršili II.. V naslednjih desetletjih so bili Kaski aktivni v Durmiti in Tipiji v pogorju Tarikamu in pogorju Ašarpaja na cesti v Palo. Bili so uporniki in/ali agresivni razbojniki. Muršili je njihove upore postopoma zatrl.

## Kasnejša zgodovina
Kaski so se prvič združili pod Pihunijo Tipijskim, ki je  po hetitskih podatkih "vladal kot kralj".  Pihunija je osvojil Ištitino in prodrl do Zazise, kjer ga je Muršili ustavil, ujel ga    odpeljal v Hatušo. Muršili je zatem izbral obrambno strategijo in severno od Devreza zgradil niz obmejnih trdnjav. Med vladanjem Muršilijevega sina Muvatalija II. so Kaski v zgodnjem 13. stoletju pr. n. št.  kljub temu izropali Hatušo. Muvatali jih je zatem ustavil, preselil svojo prestolnico v Tarhuntašo in za guvernerja severnih pokrajin imenoval svojega brata, kasnejšega kralja Hatušilija III. Hatušilija III. je porazil Kaske in osvojil Nerik in nato še Hatušo.
Kaski so proti koncu bronaste dobe okoli leta 1200 pr. n. št. verjetno pripomogli k propadu Hetitskega cesarstva. Po propadu so prodirali v vzhodno Anatolijo in naprej proti jugu, dokler niso naleteli na Asirce. Asirski kralj Tiglat-Pileser I. je v poznem 12. stoletju pr. n. št. zapisal, da so Kaski in njihovi zavezniki Muški dejavni v osrčju nekdanjega Hetitskega kraljestva. Tiglat-Pileser I. jih je porazil, potem pa so izginili iz vseh zgodovinskih zapisov.
Del Kaskov se je po porazu z Asirci verjetno umaknil proti severovzhodu proti Kavkazu, kjer so se verjetno pomešali med avtohtono prebivalstvo. Nastalo je ljudstvo, ki so ga Urarti imenovali Kolha, Grki pa Kolhi. Druga veja Kaskov se je umaknila verjetno v Kapadokijo, ki je v 8. stoletju pr. n. št. postala vazal Asirskega kraljestva.